# بخت أباد بايين
بخت‌ أباد بايين (بالفارسية: بخت‌آباد پایین) هي قرية تقع في قسم كاخك الريفي (مقاطعة غناباد) في إيران.